# Дискографија Шакире
Дискографија Шакире, колумбијске поп пјевачице, састоји се од 11 студијских албума, три компилацијска албума, четири уживо албума, 71 музичког видеа, 55 синглова и девет промотивних синглова. Са процијењеном продајом албума у 70 милиона примјерака широм свијета, она је најпродаванији колумбијски извођач свих времена. Шакира је једини извођач из Јужне Америке који се нашао на првом мјесту на листама у Аустралији, Уједињеном Краљевству и Билборд хот 100 листи у Сједињеним Државама. Њени синглови "Whenever, Wherever", "Hips Don't Lie", и "Waka Waka (This Time for Africa)", достигли су продају од пет милиона примјерака, што их чини једним од најпродаванијих синглова широм свијета.
Шакира је музичку каријеру почела са 13 година, када је потписала за издавачку кућу Сони. Прва два студијска албума Magia и Peligro, објављени су у Колумбији 1991. и 1993. године. Комерцијално су били неуспјешни и нису се продавали много, Peligro је продат у нешто више од хиљаду примјерака. Ипак, 1995. године, Сони је објавио сингл који је она написала и који је укључен у компилацијски албум колумбијског извођача "¿Dónde Estás Corazón?"; то је био Шакирин први успјешни сингл икада и означио је раст њене популарности у Колумбији. Недуго након тога, 1995. године, објавила је трећи студијски албум, под називом Pies Descalzos, са водећим синглом "Estoy Aquí"; и албум и сингл су доживјели велики успјех у Латинској Америци. Албум је сертификован као Дијамантски у Колумбији, са продатих преко милион примјерака у држави. Њен успјех у Латинској Америци учврстио је албум Dónde Están los Ladrones?, објављен 1998. године, који се нашао на првом мјесту листе Билборд топ латински албуми, гдје је провео 11 недеља. Сингл са албума, "Ojos Así", нашао се у топ 10 на листи, а такође је био успјешан и у неколико европских држава.
Мотивисана Глоријом Естефан, Шакира је успјешно прешла на музичку сцену поп музике на енглеском језику, објављивањем албума Laundry Service 2001. године, који је сертификован као мулти Платинум, и свјетског хитова који су се нашли на првим мјестима на бројним листама, "Whenever, Wherever" и "Underneath Your Clothes". Албум је за шест мјесеци од објављивања продат у преко три милиона примјерака у Сједињеним Државама. До 2002, албум Laundry Service је продат у преко четири милиона примјерака широм Европе и био је седми најпродаванији албум у свијету исте године. Од укупно 60 пјесама, Шакира је изабрала 20 и подијелила их у два албума, шпански Fijación Oral, Vol. 1 и енглески Oral Fixation, Vol. 2; оба су објављена 2005. године. Шпански албум дебитовао је на четвртом мјесту Билборд 200 листе у Сједињеним Државама, са продатих 157.000 примјерака прве недеље, што је најбољи деби неког албума на потпуно шпанском језику на Билборд 200 листи икада. Завршио је као други најпродаванији латински албум деценије и као осми најпродаванији латински албум у Сједињеним Државама. Водећи сингл албума, "La Tortura", провео је 25 недеља заредом на првом мјесту листе Билборд хот латински синглови у Сједињеним Државама, што је био најдужи непрекидни низ на првом мјесту скоро деценију, до пјесме Енрикеа Иглесијаса "Bailando" у октобру 2014. године. Енглески албум Oral Fixation, Vol. 2 дебитовао је у топ 10 у бројним државама, али је његова продаја почела да опада почетком 2006. године. Шакирина издавачка кућа, Епик рекордс, преуредила је албум, додавши на листу пјесама сингл "Hips Don't Lie", који се нашао на првом мјесту листа у 55 држава, укључујући листу у Уједињеном Краљевству и Билборд хот 100 у Сједињеним Државама. Један од најпродаванијих синглова 21. вијека, "Hips Don't Lie" успјешно је оживио продају албума.
Осми студијски албум, под називом She Wolf, објављен 2009. године одступио је од њених стилова латинског попа и поп рока, истражујући електро поп. Комерцијално је био успјешан у Европи и Латинској Америци, у Мексику је сертификован као платинум и златни недељу дана након објављивања. Ипак, није поновио успјех претходног албума у Сједињеним Државама, нашао се на 15 мјесту на Билборд 200 листи. Шакира је изабрана да сними званичну пјесму за Свјетско "Waka Waka (This Time for Africa)", објављена је у мају 2010. године. Била је рангирана добро на листама, достигавши мулти платинум сертификацију у Италији, Њемачкој, Мексику, Шпанији и Швајцарској. У Сједињеним Државама продата је у преко милион примјерака и сертификована је платинум. Исте године, објављен је њен девети студијски албум, под називом Sale el Sol. Праћен хитом који се нашао у топ 10, "Loca", албум је означио Шакирин повратак на старо, што се музичког стила тиче; остварио је велики успјех у Европи и Латинској Америци, сертификован је као Дијамантски у Колумбији и Француској. Инспирисана својом везом са шпанским фудбалером Жерардом Пикеом и рођењем њиховог сина Милана Пикеа Мебарака, објавила је десето студијски албум под називом Shakira 2014. године. Албум је постао њен други узастопни дијамантски албум у Колумбији<, док је дебитовао на другом мјесту на Билборд 200 листи у Сједињеним Државама, што је најбоља позиција неког њеног албума у држави. Синглови са албума "Can't Remember to Forget You" и "Dare (La La La) нашли су се у топ 10 на Билборд хот 100 листи. Једанаести студијски албум, под називом, El Dorado, објављен је у мају 2017. године; постао је њен шести албум на првом мјесту Билбордове листе латинских албума. Водећи сингл албума, "Chantaje", дует са Малумом, остварио је међународни успјех и сертификован је 16 пута платинум латински од стране Америчког удружења дискографских кућа (RIAA).im

## Албуми

### Студијски албуми
| Назив                                                                 | Детаљи о албуму | Најбоља позиција на листи | Најбоља позиција на листи | Најбоља позиција на листи | Најбоља позиција на листи | Најбоља позиција на листи | Најбоља позиција на листи | Најбоља позиција на листи | Најбоља позиција на листи | Најбоља позиција на листи | Најбоља позиција на листи | Најбоља позиција на листи | [[Сертификације | Продаја                                  |
| Назив                                                                 | Детаљи о албуму | АУТ                       | БЕЛ (ВАЛ)                 | ФРА                       | ЊЕМ                       | ИТА                       | МЕК                       | ШПА                       | ШВА                       | УК                        | САД                       | САД Латински              | [[Сертификације | Продаја                                  |
| --------------------------------------------------------------------- | --- | ------------------------- | ------------------------- | ------------------------- | ------------------------- | ------------------------- | ------------------------- | ------------------------- | ------------------------- | ------------------------- | ------------------------- | ------------------------- | --- | ---------------------------------------- |
| Magia                                                                 | - Датум објављивања: 24. јун 1991. (КОЛ) - Издавачка кућа: Сони - Формат: Касета, ЛП                                   | —                         | —                         | —                         | —                         | —                         | —                         | —                         | —                         | —                         | —                         | —                         | |                                          |
| Peligro                                                               | - Датум објављивања: 25. март 1993. (КОЛ) - Издавачка кућа: Сони - Формати: Касета, ЛП                                 | —                         | —                         | —                         | —                         | —                         | —                         | —                         | —                         | —                         | —                         | —                         | |                                          |
| Pies Descalzos                                                        | - Датум објављивања: 6. октобар 1995. (КОЛ) - Издавачка кућа: Сони - Формати: ЦД, касета, ЛП                           | —                         | —                         | —                         | 71                        | —                         | —                         | —                         | —                         | —                         | —                         | 5                         | - RIAA: Платинум | - У свијету: 5.000 000 - САД: 580.000    |
| Dónde Están los Ladrones?                                             | - Датум објављивања: 29. септембар 1998. (САД) - Издавачка кућа: Сони - Формати: ЦД, касета                            | —                         | —                         | —                         | 79                        | —                         | —                         | —                         | 73                        | —                         | 131                       | 1                         | - AMPROFON: 2× Платинум - PROMUSICAE: Платинум - RIAA: Платинум | - У свијету: 10.000 000 - САД: 920.000   |
| Laundry Service                                                       | - Датум објављивања: 13. новембар 2001. (WW) - Издавачка кућа: Епик рекордс - Формати: ЦД, касета                      | 1                         | 5                         | 5                         | 2                         | 2                         | —                         | 2                         | 1                         | 2                         | 3                         | —                         | - SNEP: 2× Платинум - BVMI: 5× Златни - AMPROFON: 2× Платинум - PROMUSICAE: 5× Платинум - IFPI SWI: 5× Платинум - BPI: 2× Платинум - RIAA: 3× Платинум               | - У свијету: 13.000 000 - САД: 3.526 000 |
| Fijación Oral, Vol. 1                                                 | - Датум објављивања: 3. јун 2005. (WW) - Издавачка кућа: Епик - Формати: ЦД, дигитално преузимање                      | 2                         | 6                         | 6                         | 1                         | 18                        | 1                         | 1                         | 2                         | —                         | 4                         | 1                         | - BVMI: 3× Златни - AMPROFON: 3× Платинум - PROMUSICAE: 3× Платинум - IFPI SWI: Платинум - RIAA: 11× Платинум (RIAA Latin)                                           | - У свијету: 4.000 000 - САД: 1.019 000  |
| Oral Fixation, Vol. 2                                                 | - Датум објављивања: 25. новембар 2005. (WW) - Издавачка кућа: Епик - Формати: ЦД, дигитално преузимање                | 6                         | 12                        | 8                         | 4                         | 6                         | 4                         | 3                         | 3                         | 12                        | 5                         | —                         | - SNEP: Платинум - BVMI: 3× Златни - AMPROFON: Платинум+Златни - PROMUSICAE: Платинум - IFPI SWI: Платинум - BPI: Платинум - RIAA: Платинум                          | - У свијету: 5.000 000 - САД: 1.745 000  |
| She Wolf                                                              | - Датум објављивања: 9. октобар 2009. (GER) - Издавачка кућа: Епик - Формати: ЦД, дигитално преузимање                 | 4                         | 11                        | 7                         | 3                         | 1                         | 1                         | 2                         | 1                         | 4                         | 15                        | —                         | - SNEP: Златни - BVMI: Златни - FIMI: Платинум - AMPROFON: 2× Платинум - PROMUSICAE: Платинум - BPI: Златни                                                          | - У свијету: 2.000 000 - САД: 480.000    |
| Sale el Sol                                                           | - Датум објављивања: 19. октобар 2010. (WW) - Издавачка кућа: Епик - Формати: ЦД, дигитално преузимање                 | 3                         | 1                         | 1                         | 6                         | 1                         | 1                         | 1                         | 2                         | —                         | 7                         | 1                         | - SNEP: Дијамантски - BVMI: Платинум - FIMI: Платинум - AMPROFON: Платинум+Златни - PROMUSICAE: 2× Платинум - IFPI SWI: 2× Платинум - RIAA: Дијамантски (RIAA Latin) | - У свијету: 4.000 000                   |
| Shakira                                                               | - Датум објављивања: 21. март 2014. (GER) - Издавачка кућа: RCA, Live Nation, Сони - Формати: ЦД, дигитално преузимање | 3                         | 11                        | 6                         | 5                         | 3                         | 2                         | 2                         | 2                         | 14                        | 2                         | —                         | - SNEP: Златни - AMPROFON: Златни - PROMUSICAE: Златни | - У свијету: 900.000                     |
| El Dorado                                                             | - Датум објављивања: 26. мај 2017. - Издавачка кућа: Сони - Формати: ЦД, дигитално преузимање                          | 10                        | 2                         | 4                         | 19                        | 12                        | 3                         | 2                         | 3                         | 54                        | 15                        | 1                         | - SNEP: Златни - AMPROFON: 2× Платинум - PROMUSICAE: Златни - RIAA: Дијамантски (10x Платинум) (RIAA Latin)                                                          | - У свијету: 4.200 000                   |
| "—" означава да албум није издат у тој држави или није ушао на листу. | |                           |                           |                           |                           |                           |                           |                           |                           |                           |                           |                           | |                                          |

### Уживо албуми
| MTV Unplugged                                                                | - Датум објављивања: 29. фебруар 2000. (САД) - Издавачка кућа: Сони - Формати: Касета, ЦД, DVD   | —  | — | 91 | — | —  | —  | 1 | - AMPROFON: Платинум - BVMI: Златни - RIAA: 4x Платинум (Latin) |
| Live & off the Record                                                        | - Датум објављивања: 22. март 2004. (САД) - Издавачка кућа: Епик - Формати: ЦД, DVD              | 43 | — | 14 | — | 4  | 73 | — | - AMPROFON: Златни - RIAA: Златни (DVD)                         |
| Oral Fixation Tour                                                           | - Датум објављивања: 13. новембар 2007. (САД) - Издавачка кућа: Епик - Формати: Блу реј, ЦД, DVD | —  | — | 71 | 1 | 5  | —  | — | - AMPROFON: Платинум - RIAA: Платинум (DVD)                     |
| Live from Paris                                                              | - Датум објављивања: 5. децембар 2011. (ФРА) - Издавачка кућа: Епик - Формати: Блу реј, ЦД, DVD  | 16 | 8 | 43 | 4 | 25 | 18 | 2 | - SNEP: Платинум - AMPROFON: Платинум+Златни                    |
| "—" означава да албум није објављен у тој држави или се није нашао на листи. |                                                                                                  |    |   |    |   |    |    |   |                                                                 |

### Компилацијски албуми
| The Remixes                                                                  | - Датум објављивања: 21. октобра 1997. (САД) - Издавачка кућа: Сони - Формати: ЦД, касета                    | —  | —  | —  | —  | 21 | - RIAA: 2× Платинум (Latin)                      | - Remix албум садржи португалске верзије и ремиксове пјесама са албума Pies Descalzos.                                                             |
| Colección de Oro                                                             | - Датум објављивања: 22. јануар 2002. (САД) - Издавачка кућа: Сони - Формати: ЦД                             | —  | —  | —  | —  | —  |                                                  | - 2002. реиздање албума Pies Descalzos |
| Grandes Éxitos                                                               | - Датум објављивања: 5. новембар 2002. (САД) - Издавачка кућа: Сони - Формати: ЦД                            | —  | 36 | 49 | 80 | 1  | - AMPROFON: Платинум - RIAA: 2× Платинум (Latin) | - Компилацијски албум садржи пјесме са албума Pies Descalzos, Dónde Están los Ladrones?, MTV Unplugged и шпанске пјесме са албума Laundry Service. |
| Oral Fixation, Vol. 1 & 2                                                    | - Датум објављивања: 5. децембар 2006. (САД) - Издавачка кућа: Епик - Формати:: ЦД/DVD, дигитално преузимање | 47 | 25 | 91 | —  | 27 |                                                  | - Колекција албума садржи албуме Fijación Oral, Vol. 1 and Oral Fixation, Vol. 2, и DVD музичке видее и уживо извођење синглова са тих албума.     |
| She Wolf                                                                     | - Датум објављивања: 2. септембар 2009. (ЈПН) - Издавачка кућа: Сони - Формати: ЦД, дигитално преузимање     | —  | —  | —  | —  | —  |                                                  | - ЕП, који садржи сингл She Wolf, пјесме са албума Laundry Service, Fijación Oral, Vol. 1, Oral Fixation, Vol. 2 и ремиксове синглова.             |
| "—" означава да албум није објављен у тој држави или се није нашао на листи. | |    |    |    |    |    |                                                  | |

## Синглови

### Као главни извођач
| Назив                                                                          | Година | Најбоља позиција на листама | Најбоља позиција на листама | Најбоља позиција на листама | Најбоља позиција на листама | Најбоља позиција на листама | Најбоља позиција на листама | Најбоља позиција на листама | Најбоља позиција на листама | Најбоља позиција на листама | Најбоља позиција на листама | Најбоља позиција на листама | Сертификација | Албум                                             |
| Назив                                                                          | Година | АУС                         | БЕЛ (ВАЛ)                   | ФРА                         | ЊЕМ                         | ИТА                         | МЕК                         | ШПА                         | ШВА                         | УК                          | САД                         | САД Латински                | Сертификација | Албум                                             |
| ------------------------------------------------------------------------------ | ------ | --------------------------- | --------------------------- | --------------------------- | --------------------------- | --------------------------- | --------------------------- | --------------------------- | --------------------------- | --------------------------- | --------------------------- | --------------------------- | --- | ------------------------------------------------- |
| "Estoy Aquí"                                                                   | 1995.  | —                           | —                           | —                           | —                           | —                           | —                           | —                           | —                           | —                           | —                           | 2                           | | Pies Descalzos                                    |
| "¿Dónde Estás Corazón?"                                                        | 1996.  | —                           | —                           | —                           | —                           | —                           | —                           | —                           | —                           | —                           | —                           | 5                           | | Pies Descalzos                                    |
| "Pies Descalzos, Sueños Blancos"                                               | 1996.  | —                           | —                           | —                           | —                           | —                           | —                           | —                           | —                           | —                           | —                           | —                           | | Pies Descalzos                                    |
| "Un Poco de Amor"                                                              | 1996.  | —                           | —                           | —                           | —                           | —                           | —                           | —                           | —                           | —                           | —                           | —                           | | Pies Descalzos                                    |
| "Antología"                                                                    | 1997.  | —                           | —                           | —                           | —                           | —                           | —                           | —                           | —                           | —                           | —                           | 15                          | | Pies Descalzos                                    |
| "Se Quiere, Se Mata"                                                           | 1997.  | —                           | —                           | —                           | —                           | —                           | —                           | —                           | —                           | —                           | —                           | 8                           | | Pies Descalzos                                    |
| "Ciega, Sordomuda"                                                             | 1998.  | —                           | —                           | —                           | —                           | —                           | —                           | —                           | —                           | —                           | —                           | 1                           | | Dónde Están los Ladrones?                         |
| "Tú"                                                                           | 1998.  | —                           | —                           | —                           | —                           | —                           | —                           | —                           | —                           | —                           | —                           | 1                           | | Dónde Están los Ladrones?                         |
| "Inevitable"                                                                   | 1998.  | —                           | —                           | —                           | —                           | —                           | —                           | —                           | —                           | —                           | —                           | 3                           | | Dónde Están los Ladrones?                         |
| "No Creo"                                                                      | 1999.  | —                           | —                           | —                           | —                           | —                           | —                           | —                           | —                           | —                           | —                           | 9                           | | Dónde Están los Ladrones?                         |
| "Ojos Así"                                                                     | 1999.  | —                           | 16                          | 15                          | —                           | —                           | —                           | —                           | 33                          | —                           | —                           | 22                          | | Dónde Están los Ladrones?                         |
| "Moscas en la Casa"                                                            | 1999.  | —                           | —                           | —                           | —                           | —                           | —                           | —                           | —                           | —                           | —                           | 25                          | | Dónde Están los Ladrones?                         |
| "Whenever, Wherever" / "Suerte"                                                | 2001.  | 1                           | 1                           | 1                           | 1                           | 1                           | —                           | 1                           | 1                           | 2                           | 6                           | 1                           | - ARIA: 3× Платинум - FIMI: Златни - SNEP: Дијамантски - BVMI: 3× Златни - IFPI SWI: 2× Платинум - BPI: Платинум                                                           | Laundry Service                                   |
| "Underneath Your Clothes"                                                      | 2002.  | 1                           | 7                           | 2                           | 2                           | 3                           | —                           | —                           | 2                           | 3                           | 9                           | —                           | - ARIA: 2× Платинум - SNEP: Златни - BVMI: Златни - IFPI SWI: Платинум - BPI: Сребрни                                                                                      | Laundry Service                                   |
| "Objection (Tango)" / "Te Aviso, Te Anuncio (Tango)"                           | 2002.  | 2                           | 8                           | 10                          | 19                          | 6                           | —                           | —                           | 10                          | 17                          | 55                          | 16                          | - ARIA: Платинум - SNEP: Златни | Laundry Service                                   |
| "Te Dejo Madrid"                                                               | 2002.  | —                           | —                           | —                           | —                           | —                           | —                           | 7                           | —                           | —                           | —                           | 45                          | | Laundry Service                                   |
| "Que Me Quedes Tú"                                                             | 2002.  | —                           | —                           | —                           | —                           | —                           | —                           | 10                          | —                           | —                           | —                           | 1                           | | Laundry Service                                   |
| "The One"                                                                      | 2003.  | 16                          | 21                          | —                           | 39                          | 20                          | —                           | —                           | 17                          | —                           | —                           | —                           | | Laundry Service                                   |
| "La Tortura" (са Алехандро Санз)                                               | 2005.  | —                           | 5                           | 7                           | 4                           | 3                           | —                           | 1                           | 2                           | —                           | 23                          | 1                           | - BVMI: Златни - AMPROFON: Златни - IFPI SWI: Златни - RIAA: Златни - RIAA: 32× Платинум (RIAA Latin)                                                                      | Fijación Oral Vol. 1                              |
| "No" (са Густавом Чератијем)                                                   | 2005.  | —                           | —                           | —                           | —                           | —                           | —                           | —                           | —                           | —                           | —                           | 11                          | | Fijación Oral Vol. 1                              |
| "Don't Bother"                                                                 | 2005.  | 30                          | 32                          | 24                          | 7                           | 8                           | —                           | —                           | 8                           | 9                           | 42                          | —                           | - RIAA: Златни | Oral Fixation Vol. 2                              |
| "Día de Enero"                                                                 | 2006.  | —                           | —                           | —                           | —                           | —                           | —                           | —                           | —                           | —                           | —                           | 29                          | | Fijación Oral Vol. 1                              |
| "Hips Don't Lie" (са Wyclef Jean)                                              | 2006.  | 1                           | 1                           | 1                           | 1                           | 1                           | —                           | 1                           | 1                           | 1                           | 1                           | 1                           | - ARIA: Платинум - SNEP: Златни - BVMI: Платинум - FIMI: Златни - AMPROFON: 2× Платинум - IFPI SWI: Платинум - BPI: 2× Платинум - RIAA: 2× Платинум                        | Oral Fixation Vol. 2                              |
| "Illegal" (са Карлосом Сантаном)                                               | 2006.  | —                           | 9                           | 16                          | 11                          | 11                          | 4                           | —                           | 10                          | 34                          | —                           | —                           | | Oral Fixation Vol. 2                              |
| "Las de la Intuición"                                                          | 2007.  | —                           | —                           | —                           | —                           | —                           | —                           | 1                           | —                           | —                           | —                           | 31                          | - PROMUSICAE: 7× Платинум | Fijación Oral Vol. 1                              |
| "Beautiful Liar" (са Бијонсе)                                                  | 2007.  | 5                           | 5                           | 1                           | 1                           | 1                           | —                           | 1                           | 1                           | 1                           | 3                           | 10                          | - BVMI: Златни - PROMUSICAE: 3× Платинум - BPI: Златни - RIAA: Платинум | B'Day                                             |
| "She Wolf"                                                                     | 2009.  | 18                          | 5                           | 4                           | 2                           | 3                           | 1                           | 2                           | 3                           | 4                           | 11                          | 1                           | - FIMI: Платинум - AMPROFON: Платинум - PROMUSICAE: 2× Платинум - IFPI SWI: Златни - BPI: Златни - RIAA: Платинум                                                          | She Wolf                                          |
| "Did It Again"                                                                 | 2009.  | —                           | —                           | —                           | 34                          | 15                          | 3                           | 12                          | 29                          | 26                          | —                           | 6                           | - PROMUSICAE: Златни | She Wolf                                          |
| "Give It Up to Me" (са Лил Вејном)                                             | 2009.  | —                           | —                           | —                           | —                           | —                           | —                           | —                           | —                           | —                           | 29                          | —                           | - RIAA: Златни | She Wolf                                          |
| "Gypsy"                                                                        | 2010.  | —                           | 40                          | —                           | 7                           | —                           | 1                           | 3                           | 12                          | —                           | 65                          | 6                           | - AMPROFON: Златни - PROMUSICAE: Платинум | She Wolf                                          |
| "Waka Waka (This Time for Africa)" (са Freshlyground)                          | 2010.  | 32                          | 1                           | 1                           | 1                           | 1                           | —                           | 1                           | 1                           | 21                          | 38                          | 2                           | - SNEP: Платинум - FIMI: 6× Платинум - BVMI: 5× Златни - AMPROFON: 2× Платинум - PROMUSICAE: 6× Платинум - IFPI SWI: 3× Платинум - BPI: Платинум - RIAA: Платинум          | Listen Up! The Official 2010 FIFA World Cup Album |
| "Loca" (са Ел Катом или Дизи Раскалом)                                         | 2010.  | —                           | 1                           | 2                           | 6                           | 1                           | 1                           | 1                           | 1                           | —                           | 32                          | 1                           | - BVMI: Златни - FIMI: 2× Платинум - AMPROFON: 2× Платинум - PROMUSICAE: 2× Платинум - IFPI SWI: Платинум                                                                  | Sale el Sol                                       |
| "Sale el Sol"                                                                  | 2011.  | —                           | —                           | —                           | —                           | —                           | 1                           | 8                           | —                           | —                           | —                           | 10                          | - AMPROFON: Златни - PROMUSICAE: Златни - RIAA: Платинум (RIAA Latin) | Sale el Sol                                       |
| "Rabiosa" (са Питбулом)                                                        | 2011.  | —                           | 5                           | 6                           | 26                          | 6                           | —                           | 1                           | 3                           | —                           | —                           | 8                           | - FIMI: Платинум - AMPROFON: 2× Платинум - PROMUSICAE: Платинум - IFPI SWI: Златни                                                                                         | Sale el Sol                                       |
| "Antes de las Seis"                                                            | 2011.  | —                           | —                           | —                           | —                           | —                           | 14                          | —                           | —                           | —                           | —                           | 21                          | - AMPROFON: Златни | Sale el Sol                                       |
| "Je l'aime à mourir"                                                           | 2011.  | —                           | 1                           | 1                           | —                           | —                           | —                           | 39                          | 18                          | —                           | —                           | —                           | - SNEP: Златни - IFPI SWI: Златни | Live from Paris                                   |
| "Addicted to You"                                                              | 2012.  | —                           | 18                          | 15                          | —                           | —                           | 1                           | 14                          | 70                          | —                           | —                           | 9                           | - AMPROFON: Платинум | Sale el Sol                                       |
| "Can't Remember to Forget You" (са Ријаном)                                    | 2014.  | 18                          | 6                           | 5                           | 8                           | 13                          | 6                           | 2                           | 7                           | 11                          | 15                          | 6                           | - ARIA: Златни - BVMI: Златни - FIMI: Платинум - AMPROFON: Платинум - IFPI SWI: Златни - BPI: Сребрни                                                                      | Shakira                                           |
| "Empire"                                                                       | 2014.  | —                           | —                           | 82                          | —                           | —                           | —                           | 29                          | —                           | 25                          | 58                          | —                           | - RIAA: Платинум | Shakira                                           |
| "Dare (La La La)" / "La La La (Brazil 2014)" (соло и са Карлињосом Брауном)    | 2014.  | —                           | 3                           | 11                          | 12                          | 3                           | 1                           | 2                           | 3                           | —                           | 53                          | —                           | - BVMI: Златни - FIMI: Платинум - AMPROFON: Златни ("Dare (La La La)") - AMPROFON: Златни ("La La La (Brazil 2014)") - IFPI SWI: Златни - RIAA: Платинум                   | Shakira                                           |
| "Try Everything"                                                               | 2016.  | 57                          | —                           | 43                          | 54                          | —                           | —                           | 32                          | 55                          | 186                         | 63                          | —                           | - RIAA: Платинум | Zootopia                                          |
| "La Bicicleta" (са Карлосом Вивесом)                                           | 2016.  | —                           | —                           | 30                          | —                           | 75                          | 1                           | 1                           | 54                          | —                           | 95                          | 2                           | - SNEP: Златни - FIMI: Платинум - PROMUSICAE: 7× Платинум - RIAA: 17× Платинум (RIAA Latin)                                                                                | Vives и El Dorado                                 |
| "Chantaje" (са Малумом)                                                        | 2016.  | —                           | 19                          | 13                          | 20                          | 11                          | 1                           | 1                           | 10                          | —                           | 51                          | 1                           | - AMPROFON: Платинум - BEA: Платинум - BVMI: Златни - SNEP: Дијамантски - FIMI: 3× Платинум - PROMUSICAE: 5x Платинум - IFPI SWI: Златни - RIAA: 16× Платинум (RIAA Latin) | El Dorado                                         |
| "Deja Vu" (са Принсом Ројсем)                                                  | 2017.  | —                           | —                           | 106                         | —                           | —                           | —                           | 4                           | 92                          | —                           | —                           | 4                           | - PROMUSICAE: Платинум - RIAA: 7× Платинум (RIAA Latin) | Five и El Dorado                                  |
| "Me Enamoré"                                                                   | 2017.  | —                           | 17                          | 13                          | —                           | —                           | 4                           | 3                           | 32                          | —                           | 83                          | 4                           | - FIMI: Златни - SNEP: Златни - PROMUSICAE: 3x Платинум | El Dorado                                         |
| "Perro Fiel" (са Ники Џамом)                                                   | 2017.  | —                           | —                           | 82                          | —                           | —                           | 1                           | 3                           | 62                          | —                           | 100                         | 6                           | - FIMI: Златни - PROMUSICAE: 3x Платинум | El Dorado                                         |
| "Trap" (са Малумом)                                                            | 2018   | —                           | —                           | —                           | —                           | —                           | 35                          | —                           | —                           | —                           | —                           | 17                          | | El Dorado                                         |
| "Clandestino" (са Малумом)                                                     | 2018   | —                           | —                           | 79                          | —                           | 76                          | 1                           | 13                          | 32                          | —                           | —                           | 7                           | |                                                   |
| "—" означава да пјесма није објављена у тој држави или се није нашла на листи. |        |                             |                             |                             |                             |                             |                             |                             |                             |                             |                             |                             | |                                                   |

### Као гостујући извођач
| "El Ultimo Adios (The Last Goodbye)" (међу извођачима за напад 9/11)           | 2001. | —  | — | —  | —  | — | —  | —  | —   | —  | —  |                                           | Није сингл са албума      |
| "What More Can I Give" (међу извођачима All Stars)                             | 2003. | —  | — | —  | —  | — | —  | —  | —   | —  | —  |                                           | Није сингл са албума      |
| "Te Lo Agradezco, Pero No" (Алехандро Санз и Шакира)                           | 2007. | —  | — | —  | —  | — | —  | —  | —   | —  | 1  |                                           | El Tren de los Momentos   |
| "Si Tú No Vuelves" (Мигел Бозе и Шакира)                                       | 2007. | —  | — | —  | —  | 4 | —  | —  | —   | —  | —  |                                           | Papito                    |
| "Sing" (Ени Ленокс и разни извођачи)                                           | 2007. | —  | — | —  | —  | — | —  | —  | 161 | —  | —  |                                           | Songs of Mass Destruction |
| "Somos El Mundo 25 Por Haiti" (међу извођачима за Хаити)                       | 2010  | —  | — | —  | —  | — | 31 | —  | —   | —  | —  |                                           | Није сингл са албума      |
| "Ay Haiti" (међу извођачима за Хаити)                                          | 2010  | —  | — | —  | —  | — | —  | —  | —   | —  | —  |                                           | Није сингл са албума      |
| "Gracias a la Vida" (међу извођачима за Чиле)                                  | 2010  | —  | — | —  | —  | — | —  | —  | —   | —  | —  |                                           | Није сингл са албума      |
| "Get It Started" (Питбул и Шакира)                                             | 2012. | 17 | — | —  | 57 | — | 14 | 32 | 64  | 89 | 48 | - AMPROFON: Златни                        | Global Warming            |
| "Dançando" (Ивет Сангало и Шакира)                                             | 2013. | —  | — | 16 | —  | — | —  | —  | —   | —  | —  |                                           | Real Fantasia             |
| "Mi Verdad" (Мана и Шакира)                                                    | 2015. | —  | — | —  | —  | — | 2  | —  | —   | —  | 1  | - AMPROFON: Златни - PROMUSICAE: Платинум | Cama Incendiada           |
| "Comme Moi" (Black M и Шакира)                                                 | 2017  | —  | — | —  | 35 | — | —  | —  | —   | —  | —  |                                           | Éternel insatisfait       |
| "—" означава да пјесма није објављена у тој држави или се није нашла на листи. |       |    |   |    |    |   |    |    |     |    |    |                                           |                           |

### Промотивни синглови
| Назив                                                                          | Година | Најбоља позиција на листама | Најбоља позиција на листама | Најбоља позиција на листама | Најбоља позиција на листама | Најбоља позиција на листама | Албум                 |
| Назив                                                                          | Година | ФРА                         | ШПА                         | ШВЕ                         | САД Латински                | САД Латински дигитални      | Албум                 |
| ------------------------------------------------------------------------------ | ------ | --------------------------- | --------------------------- | --------------------------- | --------------------------- | --------------------------- | --------------------- |
| "Magia"                                                                        | 1991.  | —                           | —                           | —                           | —                           | —                           | Magia                 |
| "Eres"                                                                         | 1993.  | —                           | —                           | —                           | —                           | —                           | Peligro               |
| "Fool"                                                                         | 2001.  | —                           | —                           | —                           | —                           | —                           | Laundry Service       |
| "Ask for More"                                                                 | 2001.  | —                           | —                           | —                           | —                           | —                           | The Pepsi EP          |
| "Knock on My Door"                                                             | 2002.  | —                           | —                           | —                           | —                           | —                           | The Pepsi EP          |
| "Poem to a Horse"                                                              | 2004.  | —                           | —                           | —                           | —                           | —                           | Live & Off the Record |
| "Hay Amores"                                                                   | 2008.  | —                           | —                           | —                           | —                           | —                           | Љубав у доба колере   |
| "I'll Stand by You" (са The Roots)                                             | 2010.  | —                           | —                           | 53                          | —                           | —                           | Hope for Haiti Now    |
| "Blanca Mujer" (Драко Роза и Шакира)                                           | 2013.  | —                           | —                           | —                           | —                           | —                           | Vida                  |
| "Nada"                                                                         | 2017.  | 182                         | 46                          | —                           | 47                          | 10                          | El Dorado             |
| "—" означава да пјесма није објављена у тој држави или се није нашла на листи. |        |                             |                             |                             |                             |                             |                       |

## Остале пјесме на листама
| Назив                            | Година | Најбоља позиција на листама | Најбоља позиција на листама | Најбоља позиција на листама | Најбоља позиција на листама | Најбоља позиција на листама | Најбоља позиција на листама | Албум                 |
| Назив                            | Година | КАН                         | ШПА                         | САД Country Ерплеј          | САД Латински                | САД Латинске дигиталне      | САД Латинске поп            | Албум                 |
| -------------------------------- | ------ | --------------------------- | --------------------------- | --------------------------- | --------------------------- | --------------------------- | --------------------------- | --------------------- |
| "Quiero"                         | 1996.  | —                           | —                           | —                           | —                           | —                           | 18                          | Pies Descalzos        |
| "Día Especial"                   | 2006.  | —                           | —                           | —                           | —                           | —                           | 26                          | Fijación Oral, Vol. 1 |
| "Despedida"                      | 2008.  | —                           | —                           | —                           | —                           | 32                          | —                           | Љубав у доба Колере   |
| "Good Stuff"                     | 2010.  | —                           | 49                          | —                           | —                           | —                           | —                           | She Wolf              |
| "Devoción"                       | 2010.  | —                           | —                           | —                           | —                           | 40                          | —                           | Sale el Sol           |
| "Gordita"                        | 2010.  | —                           | —                           | —                           | —                           | 10                          | —                           | Sale el Sol           |
| "Islands"                        | 2010.  | —                           | —                           | —                           | —                           | 39                          | —                           | Sale el Sol           |
| "Lo Que Mas"                     | 2010.  | —                           | —                           | —                           | —                           | 28                          | —                           | Sale el Sol           |
| "Mariposas"                      | 2010.  | —                           | —                           | —                           | —                           | 47                          | —                           | Sale el Sol           |
| "Boig Per Tu"                    | 2014.  | —                           | 1                           | —                           | —                           | —                           | —                           | Shakira               |
| "Loca Por Ti"                    | 2014.  | —                           | —                           | —                           | —                           | 19                          | —                           | Shakira               |
| "Medicine" (са Блејком Шелтоном) | 2014.  | 90                          | —                           | 57                          | —                           | —                           | —                           | Shakira               |
| "Amarillo"                       | 2017.  | —                           | 39                          | —                           | —                           | —                           | —                           | El Dorado             |

## Остали наступи
| Назив                     | Година | Други извођач(и) | Албум                                     |
| ------------------------- | ------ | ---------------- | ----------------------------------------- |
| "Underneath Your Clothes" | 2002.  | Н/Д              | Divas Las Vegas                           |
| "Always on My Mind"       | 2002.  | Н/Д              | Divas Las Vegas                           |
| "King and Queen"          | 2007.  | Вајклеф Џан      | Carnival Vol. II: Memoirs of an Immigrant |
| "Despedida"               | 2008.  | Н/Д              | Љубав у доба колере                       |
| "La Maza"                 | 2009.  | Мерседес Соса    | Cantora 1                                 |
| "Todos Juntos"            | 2010.  | Дора истражује   | We Did It! Dora's Greatest Hits'          |